# Velîka Omeleana
Velîka Omeleana (în ucraineană Велика Омеляна) este localitatea de reședință a comunei Velîka Omeleana din raionul Rivne, regiunea Rivne, Ucraina.

## Demografie
Componența lingvistică a localității Velîka Omeleana
     Ucraineană (98,29%)
     Rusă (1,65%)
Conform recensământului din 2001, majoritatea populației localității Velîka Omeleana era vorbitoare de ucraineană (98,29%), existând în minoritate și vorbitori de rusă (1,65%).